# Satellite Party
Satellite Party est un groupe américain de rock alternatif, actif entre 2004 et 2008. Il est formé par Perry Farrell, chanteur de Jane's Addiction, à la suite de la séparation de Jane's Addiction en 2004. Les autres membres sont Carl Restivo (basse) et la femme de Farrell, Etty Lau Farrell (choriste et danseuse). Le groupe est d'abord formé en tant que collaboration entre Farrell et Nuno Bettencourt, membre d'Extreme. Bettencourt quitte le projet en juillet 2007.
Le groupe sort un album studio en 2007, Ultra Payloaded. Satellite Party se sépare en 2008, à la suite de la décision de Jane's Addiction de se reformer à plein temps.

## Histoire
Le groupe fait sa première apparition au Key Club de Los Angeles le 18 juillet 2005. Tony Kanal de No Doubt est à la basse et Steve Ferlazzo de DramaGods aux claviers. Le groupe se produit ensuite au Lollapalooza 2005, à Grant Park, dans le centre de Chicago, le 24 juillet 2005,.
Le premier album du groupe, Ultra Payloaded, sort le 29 mai 2007, avec des contributions d'artistes tels que John Frusciante et Flea des Red Hot Chili Peppers, Fergie des Black Eyed Peas, les pionniers de la danse électronique Hybrid et le bassiste Peter Hook (de Joy Division et New Order). Le groupe est signé chez Columbia Records, qui fait partie de Sony Records, depuis le 6 juin 2006. L'album comprend une « chanson perdue » intitulée Woman in the Window, chantée par le défunt leader des Doors, Jim Morrison. L'album lui-même est précédé du single Wish Upon a Dog Star, dans le cadre de la collaboration avec Hybrid sur le titre phare de leur album I Choose Noise, Dogstar.
Fin juillet 2007, le guitariste Nuno Bettencourt quitte le groupe en déclarant : « Je me suis toujours senti mal à l'aise avec la direction du groupe et des concerts. Je crois vraiment aux chansons et à la musique de l'album, et je souhaite le meilleur à Perry Farrell et à tous les musiciens qui resteront en tournée. » Le batteur Kevin Figueiredo a également quitté le groupe pour rejoindre Nuno et reformer le groupe de hard rock Extreme Le guitariste de Silvertide, Nick Perri, et le batteur, Jordan Plonsky, rejoignent le groupe pour le reste de la tournée.
Le groupe se sépare ensuite de Columbia Records et commence à travailler sur de nouveaux morceaux. Cependant, en 2008, Farrell se reforme avec Jane's Addiction, mettant Satellite Party en pause pour une durée indéterminée.
En 2012, Farrell parle de ses plans avortés pour une pièce de Satellite Party, déclarant : « Je travaillais en fait sur quelque chose, un projet il y a quelques années, qui était en fait une Satellite Party. C'était en rapport avec The Doors. J'ai même pu produire une chanson, une chanson non produite et non enregistrée des Doors, et je voulais faire cette magnifique pièce de théâtre appelée The Satellite Party à Vegas. Ça n'a pas fonctionné ». 

## Discographie

### Albums studio
- 2007 : Ultra Payloaded

### Singles et EP
- 2007 : Wish Upon a Dog Star
- 2008 : Hard Life Easy